# Eco Grand Prix Serie

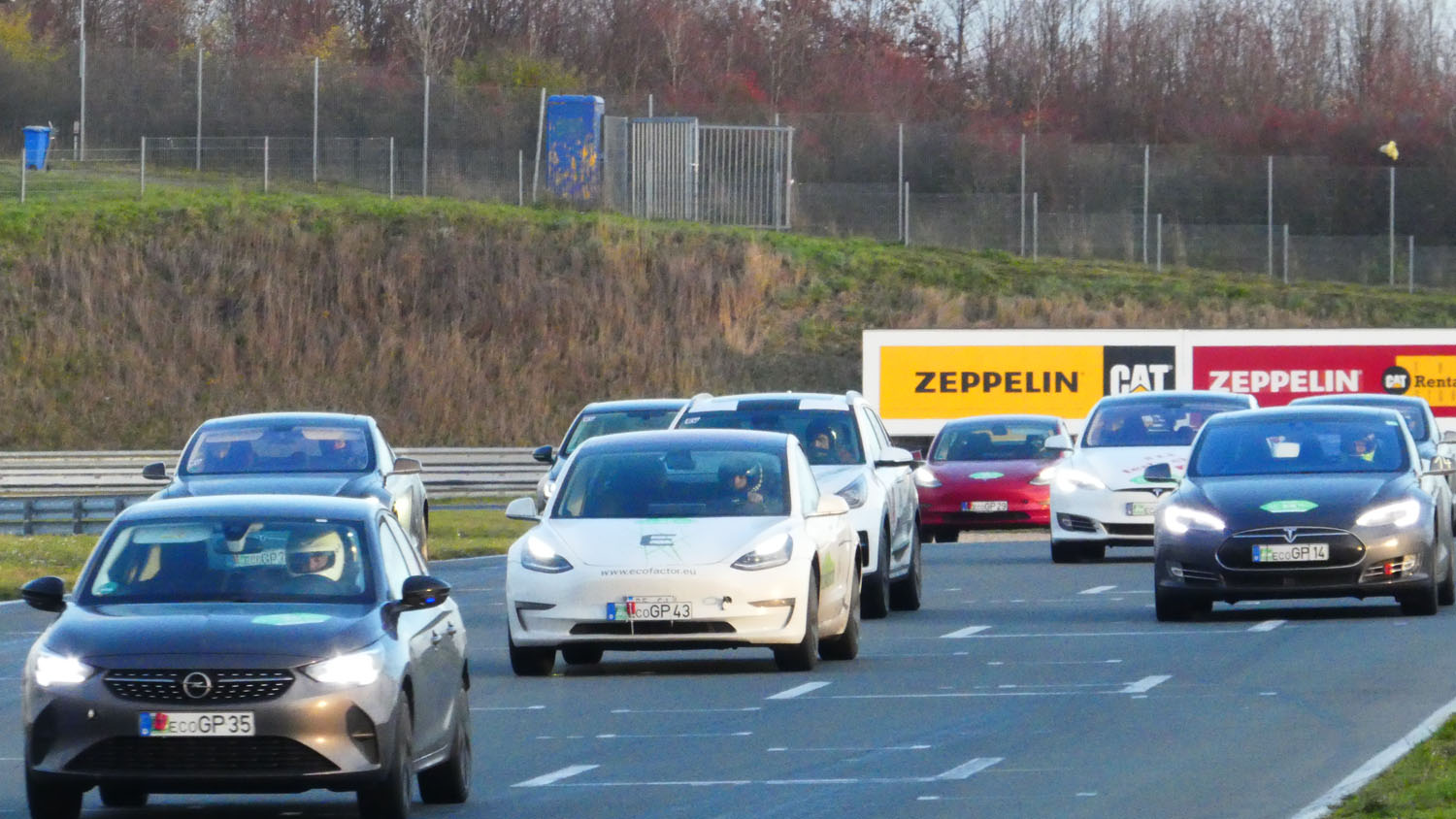
Bild von den 24h Oschersleben der eco Grand Prix Serie

Die eco Grand Prix Serie ist eine Breitensport-Motorsportserie für Elektroautos. Im Rahmen der Serie werden überwiegend Verbrauchsvergleichsfahrten auf Rennstrecken oder Straßenkursen über Langstreckendistanzen durchgeführt. Die Serie wendet sich hauptsächlich an Amateurpiloten und -Teams und will im Rahmen ihrer Wettbewerbe das Engagement für die Elektromobilität fördern.
2018 wurde das erste 24-Stunden-Rennen der Welt für Elektroautos in der Motorsport Arena in Oschersleben veranstaltet. Bis heute wurden 20 Rennen veranstaltet, 10 davon waren 24h Rennen. Bis heute ist eco Grand Prix das weltweit längste Rundstreckenrennen für Elektrofahrzeuge. Bisher gewannen in der Regel Fahrzeuge des Herstellers Tesla, wobei die Entscheidungen immer knapper werden da andere Hersteller technologisch aufholen. 2018 und 2019 gab in Oschersleben Tesla den Ton an. Ein Renault Zoe erreichte 2019 in Österreich beim 24h am Zell am See gemeinsam mit einem Model 3 den ersten Platz.
Die Wettbewerbe sind Ausdauerwettbewerbe im klassischen Sinne, es gewinnt das Team das innerhalb der festgelegten Wettbewerbsdauer die längste Distanz absolviert. Dadurch, dass das zulässige Ladeequipment per Reglement auf eine maximale Ladeleistung von 22 kW gedeckelt ist, werden eher konstante Fahrtverläufe statt energieaufwändige Hochgeschwindigkeitsfahrten gefördert.
2021 führt eco Grand Prix ein Elektroauto-Slalom zur Qualifikation der Pole Position des jeweils am gleichen oder Folgetag stattfindenden 24h-Rennens ein. Ab der Saison 2022 soll die Slalom-Wertung in das Ergebnis der 24h-Serie mit einfließen. Das ecoGP Slalom soll als eigene internationale Elektroauto-Slalom-Rennserie etabliert werden. Ab 2022 dürfen bei der Slalom-Serie alle straßenzugelassenen Elektroautos starten, somit wird die Rennserie auch für in Elektroauto umgebaute Verbrenner sowie Eigenbauten und Prototypen geöffnet.
Eine dritte Serie ist in Planung, die mit FIA-zugelassenen Fahrzeugen weitere wertvolle Daten liefern, die von den Herstellern zur Verbesserung der Technologie genutzt werden können. Der aktuelle Arbeitsname der neuen Serie ist ecoGP Speed.

## Geschichte
Die Serie ging aus der ecoSeries Serie hervor, einer Effizienzserie in der Verbrennerfahrzeuge mit einer definierten Menge an Benzin möglichst viele km in einer vorgegebenen Geschwindigkeit fahren mussten. Die Veranstalter der ecoSeries sahen zu dem Zeitpunkt eine reinen Elektroautoserie als nicht erfolgversprechend an. Der elektrische Weltumrunder Rafael de Mestre, Teilnehmer der ecoSeries, startete dann 2013 kurz entschlossen die erste Serie mit 100 % Elektroautos auf dem spanischen Kurs von Calafat und nannte sie eco Grand Prix oder kurz #ecoGP, die dann 2014 gemeinsam mit ecoSeries veranstaltet wurde. Nach dieser Veranstaltung stellte ecoSeries dann deren Rennserie ein. Die Organisatoren konzentrierten sich auf die Veranstaltung einer Elektroautomesse in Barcelona, der Expoelectric, die in den Folgejahren zu einer bedeutenden Messe wuchs.
Eco Grand Prix wurde dann 2015 bis 2017 jährlich in Calafat wiederholt bis dann 2018 die Serie erstmalig international mit mehreren Events ausgefahren wurde. Im Jahr 2018 wurde das erste 24h Elektroauto-Rennen der Welt veranstaltet. 2019 wuchs die Serie auf neun internationale Rennen an. Wegen der Corona-Pandemie wurden die für die Saison 2020 geplanten Veranstaltungen mit einer Ausnahme (24h Schauinsland) abgesagt. Für 2021 sind drei Rennen geplant (Bukarest, Schauinsland, Nürburgring).